# NGC 2048
NGC 2048 je emisijska maglica sa zvijezdom u zviježđu Zlatnoj ribi. 

## Vanjske poveznice
- SEDS: NGC 2048